# Chrysoclista linneella
Chrysoclista linneella ist ein Schmetterling (Nachtfalter) aus der Familie der Grasminiermotten (Elachistidae).

## Merkmale
Die Falter erreichen eine Flügelspannweite von 10 bis 13 Millimeter. Der Kopf ist dunkelbraun. Die Fühler glänzen dunkel graubraun, an der Spitze befinden sich etwa 10 weiße Segmente. Thorax und Tegulae glänzen graubraun. Die Vorderflügel sind hell orange und breit schwarzbraun umrandet. Die Umrandung ist an der Costalader am schmalsten. Die Flügelzeichnung besteht aus drei runden, warzigen, silbrig glänzenden Flecken. Der erste Fleck besitzt ein Büschel abstehender, schwarzbrauner Schuppen und befindet sich bei 1/3 des Vorderflügelinnenrandes. Der zweite befindet sich kurz vor der Hälfte der Costaladerlänge, der dritte bei 2/3 der Länge des Flügelinnenrandes. Ein silbriger Strich liegt in der Flügelbasis, ein weiterer liegt gegenüber dem äußeren Dorsalfleck an der Costalader. Die Fransenschuppen sind graubraun. Die Hinterflügel sind bräunlich grau und haben einen bronzefarbenen Glanz. Bei einigen Exemplaren kann die orange Grundfärbung der Vorderflügel teilweise oder vollständig verdunkelt sein. Bei den Weibchen sind die silbrigen Flecke und Striche auf den Vorderflügeln größer.
Bei den Männchen sind die Gnathos-Arme sehr kurz, gerundet und stark gezähnt. Das Tegumen ist länger als breit. Die Valven sind gestutzt und distal leicht geweitet. Die Anellus-Lappen sind distal stark geweitet und haben innen eine subapikale halbrunde Einbuchtung; der Apex ist gezähnt. Der Aedeagus ist stark gebogen und hat eine gabelförmige Spitze. Die abgeschnittenen Valven und die Gestalt der Anellus-Lappen sind für die Art charakteristisch.
Bei den Weibchen sind die Apophyses posteriores ungefähr zweimal so lang wie die Apophyses anteriores. Das achte Tergit ist sklerotisiert und seitlich konkav. Die Genitalplatte hat eine dreieckige Sklerotisierung. Das Antrum ist ziemlich breit und hat eine rechteckige, schwach sklerotisierte Erweiterung. Der Ductus bursae ist schmal und weitet sich allmählich zum Corpus bursae. Er ist weniger als 1,5 mal so lang wie das Corpus bursae. Das Corpus bursae ist oval und distal geweitet.

## Verbreitung
Chrysoclista linneella ist in Europa weit verbreitet. Im Norden reicht das Verbreitungsgebiet bis in den Süden Fennoskandinaviens. Nachweise aus Kleinasien gelten als unsicher. In Nordamerika wurde die Art in der ersten Hälfte des 20. Jahrhunderts eingeschleppt. In den USA fand man die Falter 1928 in New York. Inzwischen hat sich die Art weiter ausgebreitet und ist heute im Bundesstaat New York, in New Jersey, in der Nähe von Boston, in Massachusetts, Connecticut und Vermont beheimatet. Aus Kanada liegen nur Nachweise aus Ontario und Nova Scotia vor.

## Biologie
Die Raupen entwickeln sich an Winter-Linde (Tilia cordata) und Holländischer Linde (Tilia europaea). Ältere Nachweise an Buchen (Fagus) und Apfelbäumen (Malus) bedürfen einer Bestätigung. Die Raupen leben von August bis Mai in Fraßgängen und runden Kammern unter der Borke von Baumstämmen. Den Befall kann man am hellbraunen Raupenkot erkennen, der in Rindenrissen zu Vorschein kommt. Bevorzugt werden alte Bäume und solche, die durch jährlichen Baumschnitt geschwächt sind. Die Raupen verpuppen sich innerhalb der Fraßgänge, allerdings wurden ausgewachsene Raupen auch schon an vertrockneten Blättern gefunden, was darauf hindeutet, dass sie zur Verpuppung die Fraßgänge auch verlassen. Die Art bildet eine Generation im Jahr, die Falter fliegen von Ende Mai bis August. Sie ruhen auf der Rinde der Wirtspflanzen oder laufen umher. Falter können in natürlichen Lebensräumen nur sehr selten beobachtet werden. Oft findet man sie dagegen in großer Anzahl in Städten mit Lindenalleen.

## Systematik
Die Arten der Gattung Chrysoclista  wurden häufig der Gattung Glyphipterix  Hübner zugeordnet. Der Name linneella  wurde häufig falsch geschrieben: lineella , linnaeella , linnaeanella .
Aus der Literatur sind folgende Synonyme bekannt:
- Phalaena linneella Clerck, 1759
- Elachista gemmatella Costa, [1836]
- Elachista linnaeella Zeller, 1839
- Oecophora schaefferella Duponchel, in Godart, [1839]
- Lita linneella var. obscuri-linneella  Bruand, 1859